# 印第安纳大学摩利尔法学院
印第安纳大学摩利尔法学院（Indiana University Maurer School of Law，縮寫：IUB），位于印第安纳州布卢明顿，是一所美国律师协会认证的法学院，是印第安纳大学下属两所法学院之一。根据2022年US News and World Report公布的法學院排名，全美第43名。
建立於1842年，原名为印第安纳大学布卢明顿校区法学院，2008年12月更名为印第安纳大学摩利尔法学院，以纪念其1967年毕业的校友、印第安纳波利斯著名企业家迈克尔·摩利尔（Michael S. "Mickey" Maurer）的3500万美元的捐款。
法學院是印第安納大學經營的兩所法學院之一，另一所位於印第安納波利斯的印第安納大學麥肯尼法學院（IU McKinney）。 兩所法學院皆為印第安納大學的一部分，惟其法學院各自獨立。

## 历史
該學院建立於1842年，是美国最古老的法学院之一。坐落于印第安纳大学布鲁明顿校区的西南角，同时也是布鲁明顿市中心。其毕业生广泛活跃于中西部的法律界，同时也有大量校友分布在纽约和华盛顿特区。
自建校以来已培养众多著名的毕业生，其中包括美國最高法院法官、大量的州最高法院法官、及联邦地区法院和上诉法院法官。印大法学院图书馆為全美最大法律學術圖書館之一，拥有450,000册以上藏书，近年来也不断的改善基础设施、使用綠能採光、擴充線上資料庫、並增加了座位和学习空间，于2010年3月被《国家法学杂志》（National Jurist Magazine）评为全美第三名的图书馆。
摩利尔法学院致力發展成全球法律职业中心，著重於實證專業研究。借此提升課程專業度，在現今社會中培养出良好道德素養與教育水準的世界級优秀律师。摩利尔法学院強制一年级全體学生須参加一四小時的法律职业课程，这门课不仅包括法律职业基本道德素质的学习，也包括法律學位之职业选择。学校亦安排一系列校友和業界人士的讲座，使学生们在学期间即能提早的規劃未來职业选择。
根據法學院的ABA-required消息，2013年度的畢業生就業率為80.1％。2014-2015學年，该校總在學費用（含學費，學雜費用和生活費用）約為一名州內居民54,233美元，非該州居民為73,039美元。

## 学术

### 声誉
在2021年公布的的《美国新闻与世界报道》的2021美国法学院排名中，印第安納大学布鲁明顿校区摩利尔法学院名列第38。其於2020排名為34名，2019年排名為32名。
在由为法律学者提供线上即打印资源的Vault公布的美国最佳25所法学院中，摩利尔法学院名列全国第14位，公立学校第4位。这一排名的主要根据是律师事务所的调查以及法学院毕业生的就业情况调查。

### 录取
2011年，印第安纳大学摩利尔法学院收到了2700多名学生关于JD学位的申请，被录取的有240名。这些学生的平均LSAT成绩为166，平均本科GPA为3.75。其中，71%的学生来自印第安纳州以外的其他州，35%是女性。摩利尔法学院没有非全日制课程和夜校课程，全体学生都必须参加全日制课程。
2014年秋季，超過1,800學生申請，共錄取184名。2014年LSAT錄取成績的前標(75%)後標(25%)分別為163與154，平均161。同年之GPA前標(75%)後標(25%)分別為3.88與3.32，平均3.72 。
2014年JD新生入學比例顯示63%為外州居民，39%女性，及29%少數民族。所有學生皆為全日制。

### 学位
该法学院授予的学位主要包括：法律博士（JD），JD/MBA双学位，JD/MPA双学位（会计专业），JD/MS双学位（环境科学专业），JD/MPA双学位，JD/MA双学位（新闻专业），JD/MA或JD/MS双学位（通信专业），JD/MA双学位（俄罗斯及东欧研究），JD/MPH双学位（公共健康），以及JD/MS双学位（图书馆里及信息科学专业）。另外，跨校双学位包括与印度新德里Jindal Global Law School （页面存档备份，存于）合作的JD/LLB，与韩国首尔成均馆大学商学院合作的JD/MBA。
摩利尔法学院还提供法律硕士课程（LLM）、比较法学硕士课程（MCL）、法科学博士课程（SJD）、法律与社会科学哲学博士课程（Ph.D in Law and Social Science）以及法律与民主哲学博士（Ph.D in Law and Democracy）。此外，在和牛津大学联合设立的信息政策与法规项目中，也可以获得摩利尔法学院的LLM学位和牛津互联网研究所授予的证明。

## 校內外實習暨合作機構
- Community Legal Clinic[2]

- Conservation Law Clinic[3]

- Disability Law Clinic[4]
- Elder Law Clinic[5]
- Elmore Entrepreneurship Law Clinic[6]
- Viola J. Taliaferro Family and Children Mediation Clinic[7]
- Judicial Field Placements[8]
- Criminal Law Externship[9]
- Independent Clinical Projects[10]
- Indiana Legal Services Externship[11]
- Non-Profit Legal Clinic[12]
- Social Enterprise and Nonprofit Clinic
- Public Interest Externship Program[13]
- Private Practice Externship Program[14]
- Student Legal Services Externship[15]
- Washington Public Interest Program[16]
- Intellectual Property Law Clinic[17]

## 學生活動與組織
摩利爾法學院學生參加多項競賽，包括Sherman Minton 模擬法庭競賽，Jessup 國際模擬法庭，試驗練習和談判競賽。 法學院擁有30多種學生組織，包括知識產權協會，國際法協會和公共利益法基金會。 本國法律學術組織包括美國憲法協會，聯邦法律和公共研究協會和美國律師協會法律學生部門。

## 出版物
- 印第安纳大学法律评论
- 知识产权法学说
- 印第安纳大学全球法律研究评论
- 印第安纳大学法学与社会平等期刊

## 研究中心
- 宪法民主研究中心（Center for Constitutional Democracy，CCD）：致力于研究和促进宪法民主研究，及根据种族，宗教，语言和其他方式来区分对待宪法民主。该中心由法学院荣誉教授David Williams建立，研究集中于缅甸，利比里亚，南苏丹和利比亚。该中心致力于宪法方面的民主改革，期望和平推动全体公民有意义的自治社会。该中心也是美国唯一一个为学生提供直接的工作机会，与外国的改革者一起促进宪法性民主的教育机构。
- 法律、社会与文化中心：该中心通过设立奖学金，课程，和研讨会来促进和宣传对法律的多方面理解，并针对法律界的一些研究问题设立了奖学金。该中心支持广泛范围内的法学研究，包括法律文化的政治学和人类学传播，法学的科技方面的表达，例如生物学，环境科学以及信息技术领域。
- 网络安全研究中心：该中心的研究方向包括计算机科学，信息学、会计与信息系统、刑事司法、法律、组织行为、公共政策和相关学科。最近，美国国家安全机构指定该中心为国家级优秀信息保障教育中心。
- 全球法律职业研究中心：政治，经济及全球化的浪潮为律师，代理人，政府决策人员甚至法学院都带来了巨大的挑战和机遇。该中心致力于研究律师在社会中的角色，律师业务及法律实践。该中心的学者和研究人员通过对原始和现有数据采用定量，定性的方法，完成了大量的实证研究。在全球法律职业研究中心的指导下，摩利尔法学院每年都会选拔Milton Stewart Fellows，给学生提供去印度，韩国和巴西实习的机会。另外，法学院也和很多其他国家的法学院有类似的合作项目，包括中国，韩国，新西兰，英国，爱尔兰，德国，法国，西班牙和波兰。
- 知识产权法研究中心：该中心的主要研究领域为知识产权法的所有方面及应用领域，包括专利，商标，不正当竞争，版权和信息政策。
- 法律，倫理和應用研究中心（CLEAR）：著重於衛生資訊，其主要探討倫理，政策和社會問題，以增強衛生信息的可用性，以便於患者的治療和研究，改善患者的健康結果

## 著名人物

### 教授
摩利尔法学院的教职员工包括前最高法院助理，全美顶级律所的在职律师，前美国政府行政人员及法务，和来自全球的客座教授。凭借着他们丰富的经验和彼此紧密地合作，印第安纳大学摩利尔法学院教职员工的工作对法律职业产生了深刻的影响。前任教职员工包括：
- Morris S. Arnold，美国上诉法院第八巡回法庭高级法官，曾于80年代暂任法学院院长。
- Bernard Gavit，于30年代和40年代曾任印第安纳法律学院的院长，领导该校成为卓越的法学院。
- Julius Getman，国家级知名劳工法教授。
- James Hughes，于1850年担任法学教授，美国行政法院法官。
- Paul McNutt，法学院历史上最年轻的院长，时任美国经济大萧条时期的印第阿纳州州长，菲律宾高级专员。
- S. Jay Plager，于1977-1984年间担任院长，为教员资金的增长和教学建筑的扩张做出了贡献。时任美国联邦巡回法庭上诉法院高级巡回法官。

### 校友
- Shirley Abrahamson (1956)，威斯康辛州最高法院首席法官。
- Hoagy Carmichael (1926)，美国作家。
- William E. Jenner (1930)，美国参议员。
- Lee Hamilton (1956)，美国国会议员，及9/11委员会、伊拉克研究小组主席。
- Sherman Minton (1915)，印第安纳州联邦参议员（1935年2月3日至1941年2月3日），美国联邦法院法官（1949年10月12日 – 至1956年10月15日）。
- Wendell Willkie，总统候选人。
- Frank O'Bannon (1957)，印第安纳州州长。
- Birch Bayh (1960)，美国参议员。
- Feisal Istrabadi (1988)，伊拉克驻联合国大使。
- S. Hugh Dillin (1938)，美国地区法院法官
- John D. Tinder (1975)，美国第七上诉巡回法院法官。
- Rodolfo Lozano，联邦地区法院法官。
- James E. Noland (1948)，联邦地区法院法官。
- Michael S. Kanne (1968)，美国第七上诉巡回法院法官。
- Jesse E. Eschbach，美国第七上诉巡回法院法官。
- John S. Hastings，美国第七上诉巡回法院法官。
- Walter Emanual Treanor，美国第七上诉巡回法院法官；印第安纳州最高法院大法官。
- Larry J. McKinney，美国地区法院首席法官。
- Franklin Cleckley (1965)，西维吉尼亚州一个非洲裔最高法院法官。
- William Stewart (1959)，美国劳资关系委员会首席代理律师。
- Pamela Jones Harbour (1984)，联邦贸易委员会委员。
- Michael Uslan (1976)，蝙蝠侠四部曲的执行发行人。
- Frank Sullivan, Jr. (1982)，印第安纳州最高法院助理法官。
- Dixon Prentice (1942)，印第安纳州最高法院法官。
- Richard Givan (1951)，印第安纳州最高法院法官。
- Roger O. Debruler (1960)，印第安纳州最高法院法官。
- Frederick E. Rakestraw (1947)，印第安纳州最高法院法官。
- Frederick Landis, Jr. (1934)，印第安纳州最高法院法官。
- George Washington Henley，印第安纳州最高法院法官。
- Harold E. Achor (1931)， 印第安纳州最高法院法官。
- Paul G. Jasper， 印第安纳州最高法院法官。
- Curtis G. Shake，印第安纳州最高法院法官。
- George N. Craig，印第安纳州州长。
- Vance Hartke，美国参议院。
- Willis Gorman，美国国会议员。
- Frank McCloskey，美国国会议员。
- Charles A. Halleck. 美国国会议员。
- J. Keith Mann，斯坦福法律学者。
- Flerida Ruth P. Romero, (LLM 1955)，菲律宾最高法院法官。
- Masuji Miyakawa, (1905)，通过美国律师资格考试的第一个日裔美国人。
- Joseph Van Bokkelen, (1969)，印第安纳州北区联邦司法部部长，联邦地区法院法官。
- Shap Smith (1991)，佛蒙特州议会发言人。
- Richard B. Wathen (1942)，印第安纳州议员，记者，作家。
- Michael S. Maurer (1967)，印第安纳波利斯企业家，慈善家。

- 廖元豪，台湾国立政治大学法律学系副教授兼公法中心主任。

- 张宪初，现为香港大学法学院副院长。

## 对华合作
印第安纳大学布鲁明顿分校摩利尔法学院已经与中国多所法学院校签订合作协议，协议双方将在相当长的时间内友好合作，互派学生及访问学者，互免学费。与中国政法大学、香港大学、浙江大学光华法学院实行为期一学期的非学位学生交流，学分保留。交流结束后，学生可以申请本校LLM，完成LLM学分要求后，学校颁发LLM学位。与中国政法大学、浙江大学光华法学院实行为期一年的学者与学生LLM学位交流，交流结束后，学校颁发LLM学位。